# The Go-Between
The Go-Between – brytyjski film telewizyjny z 2015 roku, oparty na powstałej w 1953 powieść The Go-Between pisarza L. P. Hartleya.

## Obsada[1][2]
| Aktor/ Aktorka         | Postać                         |
| Jim Broadbent          | Stary Leo                      |
| Jack Hollington        | Leo                            |
| Samuel Joslin          | Marcus Maudsley                |
| Tim McMullan           | Lokaj                          |
| Joanna Vanderham       | Marian Maudsley                |
| Lesley Manville        | Pani Maudsley                  |
| Jack Cutmore-Scott     | Denys Maudsley                 |
| Emily Laing            | Julia                          |
| Ben Batt               | Ted Burgess                    |
| Stephen Campbell Moore | Hugh Trimingham                |
| Vanessa Redgrave       | Stara Marian                   |
| Nicholas Evans         | Chłopiec śpiewający dyszkantem |